# Fu Haifeng
Dans ce nom chinois, le nom de famille, Fu, précède le nom personnel.
Fu Haifeng (chinois : 傅海峰;  pinyin : Fù Hǎifēng) est un joueur de badminton chinois né le 2 janvier 1984 à Jieyang.
Il possède le meilleur palmarès de badminton en double. Il remporte avec son coéquipier Cai Yun une médaille d'argent olympique en 2008 à Pékin puis le titre olympique en 2012 à Londres. Il conserve son titre en 2016 à Rio de Janeiro, associé à Zhang Nan.
Aux championnats du monde, il remporte la médaille d'or en 2006, 2009, 2010 et 2011 et la médaille de bronze en 2003 et 2013.
Avec l'équipe de Chine, il a remporté 5 fois de suite la Thomas Cup (2004, 2006, 2008, 2010 et 2012) et 5 fois de suite la Sudirman Cup (2005, 2007, 2009, 2011, 2013).